# Batterie Lascaris
Pour les articles homonymes, voir Lascaris.

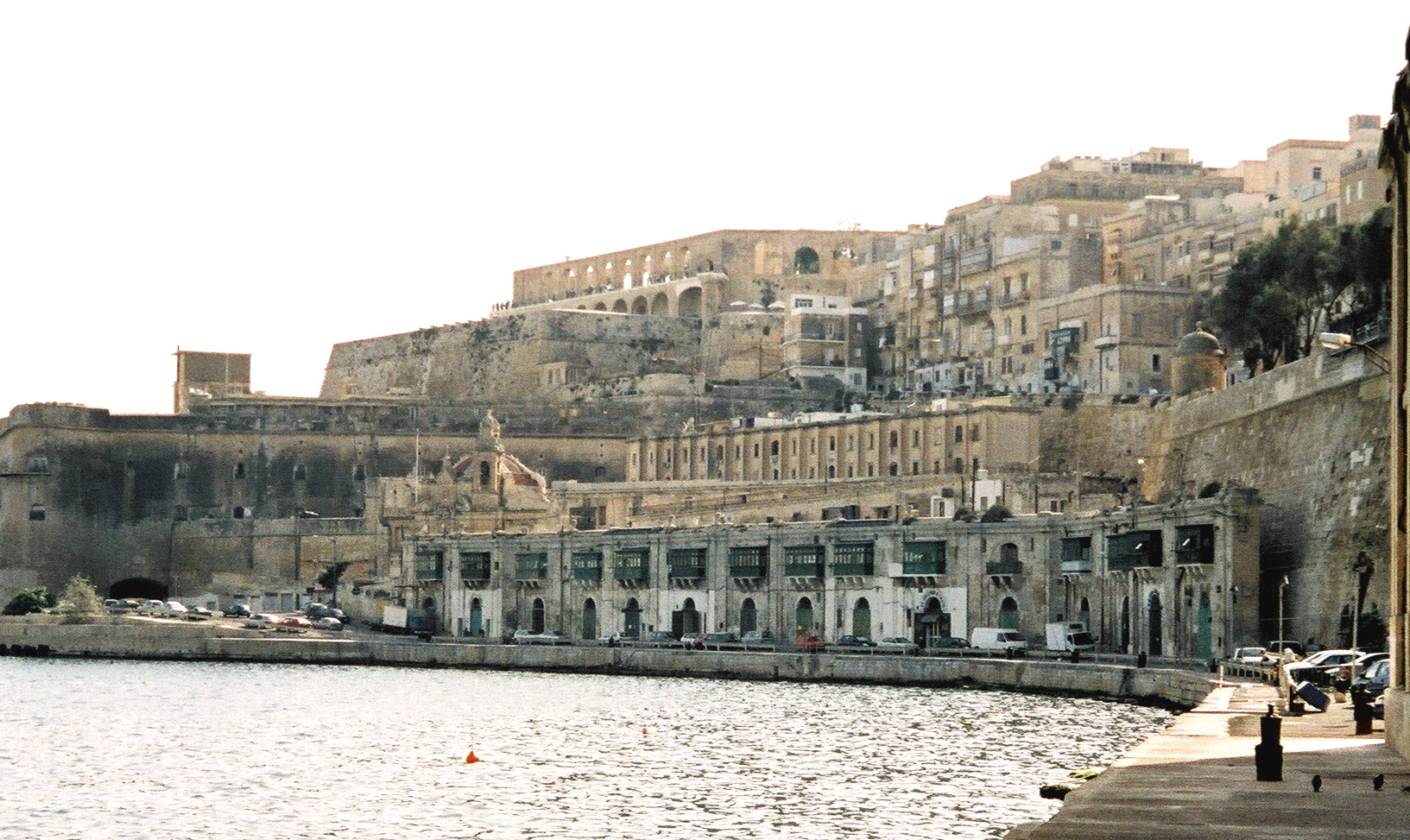
Batterie Lascaris, au-dessus de la batterie de salut du Bastion Saint-Pierre et au -dessus des jardins d'Upper Barrakka

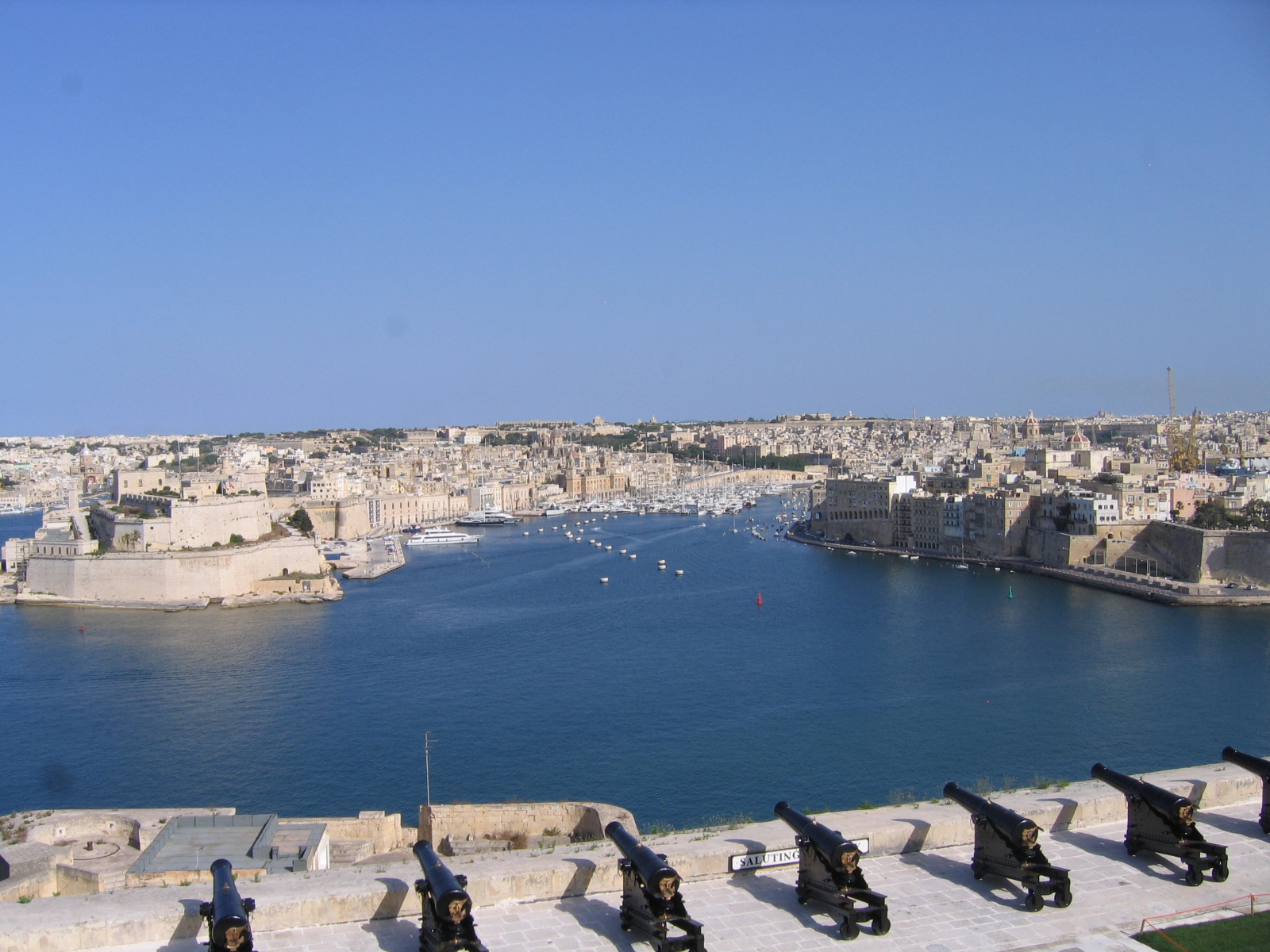
Vue sur le fort Saint-Ange depuis les jardins d'Upper Barrakka. La position dominante de la batterie à Grand Harbour devient claire. Au premier plan la batterie de salut, à gauche en dessous des emplacements des canons RML 9 pouces

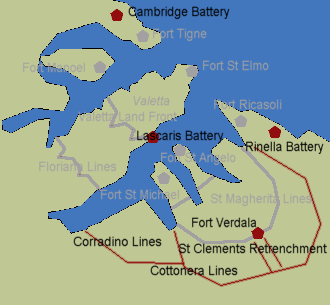
Nouveaux bâtiments et extensions dans le secteur du Grand Port 1850-1910

La batterie Lascaris est une fortification à Malte. Elle a été construite à partir de 1854 pendant la domination britannique sur les îles. Elle est située sur le côté est de La Valette et se connecte au Bastion Saint-Pierre sur le front terrestre de La Valette.

## Histoire
Immédiatement après que les Britanniques ont pris le contrôle des îles en 1800, les fortifications construites par l'Ordre de Saint-Jean ont été utilisées presque inchangées. Conformément aux idées théoriques militaires de l'époque, la Royal Navy opérant en Méditerranée était considérée comme la protection la plus fiable contre une invasion des îles. Cependant, pendant son mandat, le gouverneur Sir William Reid a demandé que des batteries côtières soient construites à l'intérieur de Grand Harbour. Ces batteries étaient destinées à combattre les navires qui avaient franchi la barrière formée par le fort Saint-Elme et le fort Saint-Ange et pénétraient dans la zone portuaire. La construction a commencé en 1854. La batterie, haut bastion en briques, a été construite devant le bastion Saint-Pierre côté port. Le système de forme irrégulière aux coins arrondis est trapézoïdal et se termine sur le flanc droit en position de canon. À l'intérieur de l'installation, il y avait un terrain de parade. Les casemates à deux étages ont été transformées en logements à partir de 1868. Au-dessus des emplacements des canons se trouve la batterie de salut du bastion Saint-Pierre, qui a un plan d'étage rectangulaire.
Pendant la Seconde Guerre mondiale, les salles de guerre de Lascaris sont installées dans les casemates de la batterie.

## Voir également
- Forteresses de Malte

## Littérature
- Quentin Hughes : Malte. Guide des fortifications, Saïd International, 1993.  (ISBN 9990 943 07 9)
- Charles Stephenson : « Les fortifications de Malte 1530-1945 », Osprey Publishing Limited, 2004,  (ISBN 1-84176-836-7)
- Denis Castillo : « La Croix de Malte, une histoire stratégique de Malte »